# 1,3-β-オリゴグルカンホスホリラーゼ
1,3-β-オリゴグルカンホスホリラーゼ(1,3-beta-oligoglucan phosphorylase、EC 2.4.1.30)は、以下の化学反応を触媒する酵素である。
(1,3-β-D-グルコシル)n + リン酸{\displaystyle \rightleftharpoons }(1,3-β-D-グルコシル)n-1 + α-D-グルコース-1-リン酸
従って、この酵素の2つの基質は(1,3-β-D-グルコシル)nとリン酸、2つの生成物は(1,3-β-D-グルコシル)n-1とα-D-グルコース-1-リン酸である。
この酵素は、グリコシルトランスフェラーゼ、特にヘキソシルトランスフェラーゼに分類される。系統名は、1,3-α-D-オリゴグルカン:リン酸 α-D-グルコシルトランスフェラーゼである。その他よく用いられる名前に、beta-1,3-oligoglucan:orthophosphate glucosyltransferase II、beta-1,3-oligoglucan phosphorylase.等がある。